# San Secondo di Pinerolo
San Secondo di Pinerolo é uma comuna italiana da região do Piemonte, província de Turim, com cerca de 3.403 habitantes. Estende-se por uma área de 12 km², tendo uma densidade populacional de 284 hab/km². Faz fronteira com Pinerolo, San Germano Chisone, Porte, Prarostino, Osasco, Bricherasio.

## Demografia
| Variação demográfica do município entre 1861 e 2011                               |
|                                                                                   |
| Fonte: Istituto Nazionale di Statistica (ISTAT) - Elaboração gráfica da Wikipedia |